# Malcorus
Genre
Malcorus est un genre monotypique de passereaux de la famille des Cisticolidae. Il se trouve à l'état naturel en Afrique australe.

## Liste des espèces
Selon la classification de référence du Congrès ornithologique international (version 8.1, 2018) :
- Malcorus pectoralis Smith, 1829 — Cisticole à joues rousses, Fauvette-roitelet à oreilles rousses, Prinia à joues rousses, Prinia à oreilles rousses
  - Malcorus pectoralis etoshae (Winterbottom, 1965)
  - Malcorus pectoralis ocularius (Smith, 1843)
  - Malcorus pectoralis pectoralis Smith, 1829